# Николово (Монтанська область)
Нико́лово (болг. Николово) — село в Монтанській області Болгарії. Входить до складу общини Монтана.

## Населення
За даними перепису населення 2011 року у селі проживали 470 осіб, з них 461 особа (99,6%) — болгари.
Розподіл населення за віком у 2011 році:
Динаміка населення: